# Драгиња Петровић
Драгиња Петровић, рођена Радовановић (1831—1901) била је супруга Станојла Петровића, саветника кнеза Милоша. Заједно са својим мужем, а касније и сама, као удовица, била је позната као велики задужбинар и добротвор.

## Биографија
Рођена је 1831. године у породици Радовановић из Мостара, а отац јој је био трговац. Године 1850. се удаје за, у то време, потпоручника Станојла Петровића. Убрзо добијају сина Петра, који умире 1855. Више нису имали деце. Када је постао државни саветник, Станојло Петровић се са супругом Драгињом настанио у Београду, у кући која се налазила у Крагујевачкој улици број 75 (данас Улица краља Милана, преко пута Београђанке). Били су познати као скромни и побожни људи и као издашни донатори. Били су чланови, утемељачи и добротвори 17 духовних, радничких занатлијских, певачких и гимнастичких друштава. Њихове две највеће задужбине биле су Фонд за стипендирање студената богословског факултета и црква Светог Николе на Новом гробљу у Београду, где су и сахрањени, заједно са својим сином Петром. Цркву је осликао познати сликар Стева Тодоровић. Такође, кућу у којој су живели, завештали су Српској књижевној задрузи, која и данас има књижару и просторије на првом спрату зграде која је после рушења њихове куће сазидана. После смрти свог супруга, Драгиња Петровић се посветила Богу.

## Задужбине
После смрти свог супруга, Станојла Петровића, Драгиња је одлучила да о свом трошку сагради цркву посвећену Светом оцу Николају Мирликијском у којој би заједно са породицом била и сахрањена. Црква је завршена 1893. године. Несебично је у току живота помагала разна удружења, а највећи део преостале уштеђевине након изградње храма даровала је Српској православној цркви са посебном наменом да се оснује „Фонд Станојла и Драгиње Петровић“ из кога ће се материјално помагати студенти Богословског факултета.
Посебну љубав и приврженост Драгиња Петровић је показивала према православној Русији. Новокрунисаном руском цару Николају II је на дар послала крст који је рађен у изузетно лепом старинском дуборезу, а који су наше најбоље кујунџије оковале у сребро и злато са одговарајућим постољем. По предању тај крст је нађен код цара Лазара након Косовске битке, а Драгиња га је откупила од једне арнаутске породице која га је у тајности чувала стотинама година.
Даровала је манастир Хиландар као и своју задужбину крстовима посебне израде. О великом поштовању ове несебичне добротворке сведоче истакнуте црне заставе у знак жалости после њене смрти на згради Универзитета, Богословије, зградама свих просветних, средњих и стручних школа. Чак је одређен двонедељни распуст свих београдских школа. Њену смрт огласила су звона Саборне, Вазнесењске и Маркове цркве, а Дом жалости који се налазио на месту где је сад Српска књижевна задруга су посетили Архиепископ београдски и Митрополит српски Инокентије, бројни епископи, свештенство, општински чиновници, професори, и многи други. Спровод са ковчегом у коме је почивало њено тело прошао је кроз готово цео град, а црква Светог Николе је тим поводом била прекривена црнином.

## Крст цара Лазара
Крајем 19. века, када је Косово још било под турском влашћу, сазнало се да се у једној албанској породици налази дрвени крст пронађен на месту Косовског боја. Судећи по изгледу крста и по свим осталим обележјима, сматрало се да је припадао самом кнезу Лазару; све време је чуван као светиња те породице која је била српска, а у старо доба примила ислам и етнички прешла у Албанце (што је у оно доба било масовна појава). Вест о проналаску крста мученика кнеза Лазара пронела се читавом Србијом. Многи Срби су пожелели да купе ту светињу. Међутим, свесни истинске вредности крста, Албанци су затражили баснословну своту. Толики износ је могла да плати само једна Београђанка, Драгиња Петровић. Крст је откупљен и донет у Београд, где су кујунџије израдиле оков за њега. 
Тај крст се као власништво госпође Петровић извесно време налазио у београдским црквама, где га је свако могао целивати. Међутим, госпођа Петровић није намеравала да ту изузетно велику светињу задржи у Србији. Одлучила је да косовски крст кнеза Лазара подари Његовом Императорском Величанству цару Николају II на дан његовог ступања на престо. Овај поступак је био мотивисан дубоким поштовањем према Русији и руском цару као главном заштитнику православља.
Цару је на дан крунисања уручен крст заједно са следећим писмом:
Ваше Царско Величанство, Свемилостиви Господару,
С дубоким осећањем оданости смерно се клањам пред Величанственошћу Цара Читаве Русије, Заштитника и српског народа, и падајући на колена пред подножјем престола Вашег Величанства, дрзнух се да на дан светог крунисања Самодршца Цара Николаја Александровича и Царице Александре Фјодоровне подарим ово свето знамење спасења хришћанског.
Имајте доброту, Велики Господару Императоре, да свемилостиво примите овај Свети Крст на данашњи велики дан светог крунисања и миропомазања Вашег, од љубави православне Српкиње и у име свих Срба који осећају оданост и љубав према Русији.
Овај Крст (само дрво) пронађен је на Косовом пољу где је погинуо српски цар, великомученик Лазар, бранећи веру православну, свој народ и своју државу од Агарјана.
Уздамо се да ће Господ Исус Христос, Који чује и зна све своје верне и Који је Русију уздигао да брани веру и Божју Цркву, спасти читаво Православље. И Србима ће засјати Сунце Правде уз помоћ милости Монарха Руског — Првог Словена.
Падам на колена пред престолом Вашег Царског Величанства и дарујем ово свето знамење из велике љубави према Цару Читаве Русије — вазда заштитнице српског народа.
Маја 1896. године, Београд.
Вашем Царском Величанству најпокорнија Драгиња Петровић
- Црква Светог Николе на Новом гробљу
- Крст Цара Лазара, поклон руском Цару Николају II од Драгиње Петровић
- Драгиња Петровић
- Кућа Станојла и Драгиње Петровић
- Дом Драгиње Петровић је четврта кућа здесна, гледајући од угла Ресавске и Краља Милана
- Драгињин супруг, Станојло Петровић
- Драгиња Петровић